# Claus Beck-Nielsen
Claus Beck-Nielsen (født 1963) er en dansk dramatiker, skuespiller, musiker og forfatter. Siden 2001 har hun bl.a. brugt betegnelsen Das Beckwerk om sig selv og sit virke, men har også udgivet værker under andre navne: Claus Nielsen, Helge Bille og Madame Nielsen.
Temaerne identitet og navn er altså helt gennemgående i forfatterskabet, der er blevet betegnet som en del af den litterære strømning performativ biografisme. Claus Beck-Nielsens skuespil findes bevaret i Dramatisk Bibliotek på Det Kongelige Bibliotek.

## Liv
Claus Beck-Nielsen tilbragte sin barndom og ungdom i Århus, Tønder, Ålborg, Odense, Vestbirk og Høsterkøb. I sidste halvdel af 1980'erne (1984-89) var hun guitarist og sanger i det odenseanske band Creme X-Treme. Claus Beck-Nielsen blev uddannet fra Forfatterskolen i 1993. Hun ledede sammen med Rolf Heim teatret '20th Century Ghost'. Hun arbejdede 1996-99 som teaterkritiker ved dagbladet Politiken. I 2000 starter hun sin karriere som performancekunstner.
I 2002 oprettedes virksomheden Das Beckwerk med henblik på forvaltning og videreførelse Claus Beck-Nielsens Liv&Værk. Virksomheden havde i perioden 2002-06 til huse i Buddinge, men flyttede 1. juli 2006 til det centrale København. Virksomheden frembringer skønlitteratur, one-man shows, fotografier, installationer, politiske aktioner, koncerter, videokunst, internetaktioner og meget andet.
I 2011 var Claus Beck-Nielsen (nu under navnet Helge Bille Nielsen) den ene hovedperson i en retssag om kunstnerisk frihed anlagt af Thomas Skade-Rasmussen Strøbech, som mente, at Nielsen havde benyttet personfølsomme oplysninger om denne i Suverænen fra 2008. Sagsanlægget mod Nielsen og Gyldendal blev tabt af sagsøger. Forløbet blev beskrevet i dokumentarfilmen Identitetstyveriet fra 2012.
Ovennævnte person har under navnet “Lou Camille” (Madame Lou Camille Nielsen) medvirket i rollen som Andy Warhol i TV-serien Dansegarderoben (2023) på TV 2.   

## Forfatterskab
12. december 2000 ankommer en mand, der kun erindrer, at han hedder Claus Nielsen til Københavns Hovedbanegård. Han lever på herberger for hjemløse og hans møde med de sociale myndigheder har mediernes bevågenhed. Det medfører blandt andet en artikelserie i Information. Dette viste sig at være arrangeret af Beck-Nielsen og var "kildemateriale" til en udgivelse på forlaget Gyldendal i 2003 Claus Beck-Nielsen (1963-2001), som er en biografi, hvis konstruktion indebærer, at den biograferede forfatter var afgået ved døden 2001. I Selvudslettelser fra 2002 erklærer han på sidste side Claus Beck-Nielsen for død. Dette fører frem til næste udgivelse. I 2003 udkom Selvmordsaktionen under navnet clausbeck-nielsen.net. Suverænen fra 2008 havde hans virksomhed Das Beckwerk stående som forfatter. Under retssagen, som bogen affødte, brugte han imidlertid navnet Helge Bille Nielsen. Dette kan ses som en reference til den posthume selvbiografi Claus Beck-Nielsen (1963-2001), hvor Claus Beck-Nielsen gik på gaden som Claus Nielsen, en hjemløs mand med hukommelsestab og uden CPR-nummer. Spørgsmålet om, hvem der skriver denne biografi, hvor Claus Beck-Nielsen er død, stilles i forordet, og svaret bliver tilsyneladende Helge Bille, som skriver under til sidst i forordet. Den 21. august 2014 udkom Den Endeløse Sommer, denne gang udgivet under navnet Madame Nielsen. I 2012 udkom Store Satans Fald, hvor forfatternavnet slet og ret er Nielsen. Selvmordsaktionen, Suverænen og Store Satans Fald kan ses som en trilogi. I 2013 udkom bogen Mine møder med de danske forfattere, der blevet nomineret til Nordisk Råds litteraturpris, og her var navnet igen Claus Beck-Nielsen.

## Udgivelser
- Vejlederne, Samlerens forlag, 1997 (to fortællinger)
- Horne Land, Samlerens forlag, 1999 (roman)
- En sidste sang, Rosinante, 2001 (– århundredets kærlighedshistorie, skuespil)
- Selvudslettelser, (Beck-Werkverzeichnis ; bind 1) Samleren, 2002 (roman)
- Claus Beck-Nielsen (1963-2001), Gyldendal, 2003 (en biografi)
- De smukkeste mennesker, 2004 (– et mediehelvede, drama)
- The European Dream Scream, Beckwerk Records 2006 (CD)
- Selvmordsaktionen, Gyldendal, 2005 (Beretningen om forsøget på at indføre demokratiet i Irak i året 2004)
- Freedom on the March, Geiger Records, 2008 (CD)
- Suverænen, Gyldendal, 2008 (roman)
- I sammenbruddets tjeneste. Samtaler ved Peder Holm-Pedersen, Gyldendal, 2008 (en samtalebog med Mikkel Bolt)
- Store Satans Fald, Gyldendal, 2012 (roman)
- Mine møder med de danske forfattere, Gyldendal 2013 (roman)
- Den endeløse sommer, Gyldendal, 2014 (roman)
- Invasionen, Gyldendal, 2016 (roman)
- Det højeste væsen, Gyldendal, 2017 (roman)
- Resten er tavshed, Antipyrine, 2018 (en samtalebog med Mikkel Bolt)
- The Monster, Gyldendal, 2018 (roman)
- Alverdens-vandringerne, Det aarhusianske forlag Herman & Frudit, 2019
- Lamento, Grif, 2020 (roman)
- Kendsgerninger, Grif, 2022 (roman)

## Større teaterroller
- Wings (København 1992)
- Odysseus (Næstved 1993)
- Forestillingen om Døden i Venedig (København 1994)
- Faderen, Sønnen & Korsvejen (Hannover 1994, Kbh. 1995)
- Andy Warhol (Tyskland, Danmark, Norge, Finland 1995-1998)
- De Skrøbelige (af Peer Hultberg – Radioteatret 1996)
- LENIN (Århus Festuge & Arken 1996)
- Balls & Rupies (Kanonhallen 1997)
- Teaterslagteren (Kaleidoskop 1999, Turne i Danmark 2001)
- H.C. Andersen TM, The National Brand (Kaleidoskop 2005, Turne i Danmark 2005)
- Det ny menneske (Teater Camp X Aveny, København, jan/feb 2009)

## Priser, hædersbevisninger og legater
- 1995: Gerrit Engelke-Preis der Stadt Hannover
- 1998: Axel og Magda Fuhrs Fond
- 1998: Preis der Frankfurter Autorenstiftung
- 2000: Holger Drachmann-legatet
- 2000: Statens Kunstfond. 3-årigt stipendium
- 2000: Allen prisen
- 2001: Optagelse i Kraks Blå Bog
- 2003: Statens Kunstfond. Arbejdslegat
- 2003: Reumert-pris: årets dramatiker (Parlamentet)
- 2003: Forfatteren Peter Freuchens legat til minde om Magdalene og Peter Freuchen
- 2004: Statens Kunstfond. Arbejdslegat
- 2005: Statens Kunstfond. Arbejdslegat
- 2005: Kjeld Abell-prisen
- 2006: Statens Kunstfond. Produktionspræmie (tildelt uden forudgående ansøgning)
- 2018: Politikens Frit-flet-pris[9]
- 2024: Wolfgang-Koeppen-Preis